# Urweiler
Urweiler ist ein Stadtteil und Gemeindebezirk der Stadt St. Wendel im gleichnamigen Landkreis im Saarland. Bis Ende 1973 war Urweiler eine eigenständige Gemeinde.
Der Ort liegt am Fuße/westlich des Bosenbergs. Der Kern Urweilers ist geprägt von der aus einer Kriegergedächtniskapelle (Einweihung 14. Juli 1935) entstandenen katholischen Pfarrkirche. 

## Geschichte
Die erste bekannte urkundliche Erwähnung von Urweiler (als „orwilre“) ist in einer Urkunde vom 24. November 1367 im Pfarrarchiv St. Wendel zu finden.
Im Rahmen der saarländischen Gebiets- und Verwaltungsreform wurde die bis dahin eigenständige Gemeinde Urweiler am 1. Januar 1974 der Kreisstadt Sankt Wendel zugeordnet.

## Vereine
- Obst- und Gartenbauverein
- Freiwillige Feuerwehr Löschbezirk Urweiler
- Pensionär-Verein (gegr. 1973,  geschl. 2014)
- Sport- und Turnverein Urweiler (gegr. 1923)
- Jugendclub Urweiler
- Liederkranz 1892 Urweiler
- Heimatfreunde Urweiler (gegr. 2009)
- UR e.V. (gegr. 2021)

## Politik
Der Ortsrat des Gemeindebezirks Urweiler hat elf Mitglieder, Ortsvorsteherin ist Petra Egler, CDU.
Die Sitzverteilung nach den letzten Wahlen:
| Wahl | CDU | SPD | Gesamt   |
| 2019 | 9   | 2   | 11 Sitze |
| 2014 | 9   | 2   | 11 Sitze |
| 2009 | 7   | 4   | 11 Sitze |
| 2004 | 7   | 4   | 11 Sitze |
| 1999 | 8   | 3   | 11 Sitze |
| 1994 | 7   | 4   | 11 Sitze |